# Радченко, Василий Григорьевич
Василий Григорьевич Радченко (7 августа 1926, с. Вареновка, Неклиновский район, Ростовская область, РСФСР — 14 мая 2012, Барнаул, Россия) — советский и российский учёный, педагог, заведующий кафедрой «Малый бизнес и сварочное производство» Алтайского государственного технического университета им. И. И. Ползунова.

## Биография
Трудовую деятельность начал в 1943 году учеником слесаря, разметчиком 5 разряда металлургического завода им. Андреева в Таганроге Ростовской области. В 1949 году с отличием окончил Ростовский-на-Дону институт сельскохозяйственного машиностроения по специальности «Оборудование и технология сварочного производства».
- 1949—1956 годы — старший мастер по сварке, заместитель начальника цеха сварных металлоконструкций, начальник электродно-флюсового цеха, заместитель начальника цеха сварных барабанов, заместитель главного инженера Таганрогского завода «Красный котельщик» (ТК3),
- 1956—1960 годы — главный инженер Барнаульского котельного завода,
- 1960—1987 годы — ректор Алтайского политехнического института. В результате его деятельности в АлтПИ и его филиалах в гг. Рубцовске и Бийске были выстроены и оснащены новым оборудованием и приборами все учебные и лабораторные корпуса, студенческие общежития, жилой дом, санаторий-профилакторий, крытый спортивный манеж, студенческое кафе, комплекс спортивно-оздоровительного лагеря и другие сооружения. Под его непосредственным научным руководством в АлтПИ впервые в техническом вузе СССР была выполнена крупная комплексная научная, организационная и методическая работа по научному направлению в области «Технологии высшего образования» (на базе ЭВМ) по фундаментализации объективной проверки знаний абитуриентов, разработана (с помощью НИИВШ МВ и ССО СССР — А. Я. Савельева) и широко внедрена во многих вузах страны автоматизированная система приёма вступительных экзаменов по всем дисциплинам (математике, физике, химии, русскому языку и литературе) с помощью мощной вычислительной техники ЕС ЭВМ, а затем и ПЭВМ (АСУ «Вуз-Абитуриент — Приём-АлтПИ»), которая позже была модернизирована и в настоящее время успешно применяется в АлтПИ-АлтГТУ, в вузах России и стран СНГ.
- 1969 год — основатель научно-педагогической школы в области сварочного производства, организатор и заведующий кафедрой «Оборудование и технология сварочного производства», в 1997 году она была преобразована в кафедру «Малый бизнес и сварочное производство». Являлся автором и соавтором более 400 научных и методических работ.

Многие годы был председателем совета ректоров вузов Алтайского края, неоднократно избирался в районный, городской и краевой Советы народных депутатов, Верховный Совет РСФСР (1980—1985).

## Награды и звания
Награждён четырьмя орденами Трудового Красного Знамени, девятью медалями. Лауреат Ленинской премии в области науки и техники (1957), заслуженный деятель науки и техники РСФСР (1991).
Почётный гражданин города Барнаула.

## Сочинения
- Специфика производства сварных конструкций: Учеб. пособие / В. Г. Радченко; Междунар. акад. наук высш. шк., Алт. гос. техн. ун-т им. И. И. Ползунова. — Барнаул: Изд-во Алт. гос. техн. ун-та, 1995. — 179 с. — ISBN 5-7568-0051-4